# DICOM
Цифрові зображення та комунікації в медицині (англ. Digital Imaging and Communications in Medicine, DICOM) є стандартом для комунікації та управління медичною візуальною інформацією та суміжних даних. DICOM найчастіше використовується для зберігання та передачі медичних зображень, що дозволяє інтегрувати медичні пристрої візуалізації, такі як сканери, сервери, робочі станції, принтери, мережеве обладнання та системи архівування та розсилання зображень (англ. PACS) від декількох виробників. Він широко застосовувався в лікарнях, і він поширюється на невеликі структури, такі як офіси стоматологів і лікарів.
Файли DICOM можуть обмінюватися між двома сутностями, які здатні приймати зображення та данні пацієнта у форматі DICOM. Різні пристрої поставляються з вимогами відповідності DICOM, які чітко визначають, які класи DICOM вони підтримують, а стандарт включає визначення формату файлів і протокол мережевого зв'язку, який використовує TCP / IP для зв'язку між системами.
Національна асоціація виробників електроустаткування (англ. NEMA) належить авторське право на опублікований стандарт, який був розроблений Комітетом з DICOM стандартам, члени якого є також частково члени NEMA. Він також відомий як стандарт NEMA PS3, а також стандарт ISO 12052:2017 «Інформатика в галузі охорони здоров'я — Цифрові зображення та комунікація в медицині (DICOM), включаючи управління робочими процесами та даними».

## Програми
DICOM використовується у всьому світі для зберігання, обміну та передачі медичних зображень. DICOM займає центральне місце у розвитку сучасної рентгенологічної візуалізації: DICOM включає стандарти для способів візуалізації, такі як рентгенографія, УЗД, комп'ютерна томографія (КТ), магнітно-резонансна томографія (МРТ) та променева терапія. DICOM включає протоколи для обміну зображеннями (наприклад, за допомогою портативних носіїв, таких як DVD), стиснення зображень, 3-D візуалізації, презентації зображень і звітування про результати.

## Частини стандарту
Стандарт DICOM розділений на пов'язані, але незалежні частини.

## Історія
DICOM є стандартом, розробленим Американським коледжем радіології (ACR) та Національною асоціацією виробників електрики (NEMA).
На початку 1980-х років було дуже важко для кого-небудь, крім виробників комп'ютерної томографії або пристроїв для візуалізації магнітного резонансу, декодувати зображення, які генерували машини. Рентгенологи та медичні фізики хотіли використовувати зображення для планування дози для променевої терапії. ACR і NEMA об'єднали зусилля і сформували стандартний комітет у 1983 році. Цей перший стандарт, ACR / NEMA 300, під назвою "Цифрові зображення та комунікації", був випущений в 1985 році. Дуже скоро після його виходу стало зрозуміло, що необхідні поліпшення. Текст був розпливчастим і мав внутрішні суперечності.
У 1988 році вийшла друга версія. Ця версія отримала більше визнання серед виробників. Передача зображення була визначена як через спеціальний кабель з 2 парами (EIA-485). Перша демонстрація технології взаємозв'язку ACR / NEMA V2.0 відбулася в Університеті Джорджтауна, 21–23 травня 1990 року. У заході взяли участь шість компаній, DeJarnette Research Systems, General Electric Medical Systems, Merge Technologies, Siemens Medical Systems, Vortech (того ж року) і 3M. Торгове обладнання, що підтримує ACR / NEMA 2.0, було представлено на щорічному засіданні Радіологічного товариства Північної Америки (РСНА) у 1990 році цими ж постачальниками. Багато хто зрозумів, що друга версія також потребує вдосконалення. Було створено кілька розширень до ACR / NEMA 2.0, таких як папірус (розроблений Університетською лікарнею Женеви,
Перше масштабне розгортання технології ACR / NEMA було зроблено в 1992 році армією США і ВПС, як частина програми MDIS (Медична діагностична підтримка зображень), що базується на Ft. Detrick, Меріленд. Loral Aerospace і Siemens Medical Systems очолили консорціум компаній з розгортання першої американської військової системи PACS (Picture Archiving and Communications System) на всіх основних лікувальних установах і телерадіологічних вузлах армії і ВПС у великій кількості американських військових клінік. DeJarnette Research Systems і Merge Technologies надавали інтерфейси шлюзу модальності від модальності обробки зображень третьої сторони до мережі SPI Siemens. Адміністрація ветеранів і флот також придбали системи з цього контракту. [ цитата потрібна ]
У 1993 році була випущена третя версія стандарту. Його назва змінилася на "Цифрові зображення та комунікації в медицині", скорочено DICOM. Визначено нові класи послуг, додано підтримку мережі та запроваджено Заява про відповідність. Спочатку стандарт DICOM називався "DICOM 3.0", щоб відрізнити його від попередників. DICOM постійно оновлювався і поширювався з 1993 року, з тим, щоб зміни були зворотно сумісними, за винятком рідкісних випадків, коли попередня специфікація була неправильною або неоднозначною. Офіційно немає «версії» стандарту, окрім поточного стандарту, тому номер версії «3.0» більше не використовується. Не існує "мінорних" версій стандарту (наприклад, немає такої речі, як "DICOM 3.1") і немає поточних планів для розробки нової, несумісної версії стандарту (тобто, "DICOM 4.0"). На цей стандарт слід посилатися без уточнення дати випуску окремого опублікованого видання.
Незважаючи на те, що стандарт DICOM досягає майже універсального рівня прийнятності серед постачальників медичного обладнання та ІТ-організацій у сфері охорони здоров'я, стандарт має свої обмеження. DICOM є стандартом, спрямованим на вирішення технічних питань взаємодії в медичній візуалізації. Це не структура або архітектура для досягнення корисного клінічного процесу. Ініціатива Інтеграції підприємства охорони здоров'я (IHE), розміщена поверх DICOM (та HL-7), визначає профілі для вибору особливостей цих стандартів для здійснення транзакцій для конкретних випадків використання оперативної сумісності медичної візуалізації.
Незважаючи на те, що вони завжди сумісні з Інтернетом і базуються на транспорті через TCP, з часом спостерігається зростаюча потреба в підтримці транспорту HTTP порту 80, щоб полегшити роботу в веббраузері. Зовсім недавно було визначено сімейство вебсервісів DICOM RESTful, які дозволяють дружній доступ до мобільних пристроїв до об'єктів і послуг DICOM, включаючи WADO-RS, STOW-RS і QIDO-RS, які разом складають ініціативу DICOMweb.

### Похідні
Існують деякі виведення зі стандарту DICOM в інші області застосування. До них належать DICONDE (Цифрові зображення та комунікація в неруйнівній оцінці), створений у 2004 році як спосіб для виробників неруйнівного тестування та користувачів для передачі даних про зображення та DICOS (Digital Imaging and Communication in Security), створений у 2009 році використовувати для обміну зображеннями в безпеці аеропорту.

## Формат даних
DICOM групує інформацію в набори даних. Наприклад, файл рентгенівського зображення грудної клітини може містити ідентифікатор пацієнта у файлі, так що зображення ніколи не може бути відокремлено від цієї інформації помилково. Це подібно до того, як такі формати зображень, як JPEG, також можуть мати вбудовані теги для ідентифікації та іншої опису зображення.
Об'єкт даних DICOM складається з ряду атрибутів, включаючи такі елементи, як ім'я, ідентифікатор і т.д., а також один спеціальний атрибут, що містить дані пікселя зображення (тобто логічно, головний об'єкт не має "заголовка" як такого, будучи просто список атрибутів, включаючи піксельні дані). Один об'єкт DICOM може мати тільки один атрибут, що містить піксельні дані. Для багатьох модальностей це відповідає одному зображенню. Тим не менш, атрибут може містити кілька "кадрів", що дозволяють зберігати циклічні цикли або інші багатокадрові дані. Іншим прикладом є дані NM, де зображення NM, за визначенням, є багатовимірним багатокадровим зображенням. У цих випадках три- або чотиривимірні дані можуть бути інкапсульовані в одному об'єкті DICOM. Дані пікселів можна стискати, використовуючи різні стандарти, включаючи JPEG, JPEG 2000 і кодування довжини виконання (RLE). Стиснення LZW (zip) може використовуватися для всього набору даних (не тільки піксельних даних), але це рідко реалізується.
DICOM використовує три різні схеми кодування елементів даних. З елементами даних явного представлення значення (VR), для VR, які не є OB, OW, OF, SQ, UT або UN, формат для кожного елемента даних: GROUP (2 байта) ELEMENT (2 байти) VR (2 байти)) LengthInByte (2 байти) Дані (змінна довжина). Для інших явних елементів даних або неявних елементів даних див. Розділ 7.1 Частини 5 стандарту DICOM.
Один і той же базовий формат використовується для всіх додатків, включаючи використання мережі і файлів, але при записі в файл, як правило, додається справжній "заголовок" (що містить копії декількох ключових атрибутів і деталі програми, яка її написала).

## Відображення зображення
Для забезпечення ідентичності відображення зображень у градаціях сірого на різних моніторах та послідовних зображень з різних принтерів, комітет DICOM розробив таблицю пошуку для відображення цифрових значень пікселів. Щоб скористатися стандартною функцією відображення сірого кольору DICOM (GSDF), зображення повинні бути переглянуті (або роздруковані) на пристроях, які мають цю криву пошуку, або на пристроях, які були відкалібровані за кривою GSDF. 

## Подання значення
Крім подання значення, кожен атрибут також має значення кратності, щоб вказати кількість елементів даних, що містяться в атрибуті. Для подання символьних значень рядків, якщо кодується більше одного елемента даних, послідовні елементи даних розділяються символом зворотної риски "\". 

## Послуги
DICOM складається з послуг, більшість з яких передбачають передачу даних по мережі. Формат файлу для автономних ЗМІ є пізнішим доповненням до стандарту.

### Магазин
Служба DICOM Store використовується для відправки зображень або інших стійких об'єктів (структурованих звітів тощо) до системи архівування та комунікації зображень (PACS) або робочої станції.

### Прихильність до зберігання
Служба зобов'язань зі зберігання даних DICOM використовується для підтвердження того, що зображення постійно зберігається пристроєм (або на резервних дисках, або на носіях резервного копіювання, наприклад, на компакт-диску). Користувач класу обслуговування (SCU: схожий на клієнт), модальність або робоча станція і т.д. використовує підтвердження від постачальника послуг класу (SCP: подібно до сервера), наприклад, архівну станцію, щоб переконатися, що вона безпечно видаляти зображення локально.

### Запит / отримання
Це дозволяє робочій станції знаходити списки зображень або інших подібних об'єктів, а потім витягувати їх з системи архівування зображень і зв'язку.

### Робочий список модальності
Служба робочого списку модальності DICOM надає список процедур візуалізації, які були заплановані для виконання пристроєм отримання зображення (іноді його називають системою модальності). Елементи робочого списку включають релевантні відомості про предмет процедури (ідентифікатор пацієнта, ім'я, стать та вік), тип процедури (тип обладнання, опис процедури, код процедури) та порядок процедури (лікар-довідник, номер доступу, привід для іспиту). Пристрій отримання зображень, наприклад сканер КТ, запитує постачальника послуг, наприклад RIS, отримати цю інформацію, яка потім подається системному оператору і використовується пристроєм формування зображення для заповнення деталей в метаданих зображень.
Перед використанням робочого списку модальності DICOM оператор сканера мав ввести вручну всі відповідні деталі. Введення вручну відбувається повільніше і вказує на ризик помилкових назв пацієнтів та інших помилок введення даних.

### Модальність виконується крок процедури
Доповнюючий робочий список для модальності дає змогу відправити звіт про виконану експертизу, включаючи дані про отримані зображення, час початку, час закінчення та тривалість дослідження, доставлену дозу тощо. більш чітке використання ресурсу (станції придбання). Також відомий як MPPS, ця послуга дозволяє модальності краще координувати з серверами зберігання зображень, надаючи серверу список об'єктів для відправлення до або під час фактичного відправлення таких об'єктів.

### Друк
Служба друку DICOM використовується для надсилання зображень на принтер DICOM, як правило, для друку фільму "X-Ray". Існує стандартна калібрування (визначена в DICOM Part 14) для забезпечення узгодженості між різними пристроями відображення, включаючи друк на друкованому папері.

### Офлайн-носій (файли)
Формат для офлайн-медіа-файлів вказаний у частині 10 стандарту DICOM. Такі файли іноді називають "файлами частини 10".
DICOM обмежує імена файлів на DICOM-носіях до 8 символів (деякі системи неправильно використовують 8.3, але це не відповідає стандарту). З цих імен не слід витягувати інформацію (PS3.10, розділ 6.2.3.2). Це поширене джерело проблем із засобами масової інформації, створеними розробниками, які не уважно читали специфікації. Це є історичною вимогою для підтримки сумісності зі старими існуючими системами. Вона також передбачає наявність медіа-каталогу, файлу DICOMDIR, який надає інформацію про індекс та резюме для всіх файлів DICOM на носії. Інформація DICOMDIR надає істотно більше інформації про кожен файл, ніж будь-яке інше ім'я файлу, тому існує менша потреба у значущих іменах файлів.
Файли DICOM зазвичай мають розширення .dcm, якщо вони не є частиною медіа DICOM (що вимагає, щоб вони не мали розширення).
Тип MIME для файлів DICOM визначається RFC 3240 як application / dicom.
Узагальнений ідентифікатор типу для DICOM файлів org.nema.dicom.
Також існує постійний тест для обміну ЗМІ та "connectathon" для роботи з засобами масової інформації та мережею, організований організацією IHE.

## Області застосування
Основним застосуванням стандарту DICOM є захоплення, зберігання та поширення медичних зображень. Стандарт також надає послуги, пов'язані з візуалізацією, такі як керування робочими списками процедур обробки зображень, друк зображень на плівках або цифрових носіях, наприклад DVD-диски, стан процедури подання звітів, як завершення придбання зображень, підтвердження успішного архівування зображень, шифрування наборів даних, видалення інформації про ідентифікацію пацієнта з набору організація макетів зображень для огляду, збереження маніпуляцій із зображеннями та анотацій, калібрування зображень зображень, кодування ЕКГ, кодування результатів САПР, кодування структурованих даних вимірювань і зберігання протоколів придбання.

### Типи обладнання
Визначення інформаційних об'єктів DICOM  кодують дані, отримані широким спектром типів пристроїв візуалізації,  у тому числі, КТ (комп'ютерна томографія), МРТ (магнітно-резонансна томографія), ультразвук, рентген, флюороскопія, ангіографія, мамографія, томосинтез молочної залози, ПЕТ (позитронно-емісійна томографія), СПЕКТ (однофотонна емісійна комп'ютерна томографія), Ендоскопія, мікроскопія, а також цільна слайд, ОКТ (оптична когерентна томографія).
DICOM також реалізований за допомогою пристроїв, пов'язаних з роботою із зображеннями або роботою із зображеннями, включаючи PACS (системи архівації зображень і комунікацій), переглядачі зображень і станцій відображення, CAD (системи автоматизованого виявлення / діагностики), системи 3D візуалізації, програми клінічного аналізу, принтери зображень, Сканери плівки, медіа-пальники (які експортують файли DICOM на компакт-диски, DVD-диски тощо), імпортери медіа (імпортують файли DICOM з компакт-дисків, DVD-дисків, USB-пристроїв тощо), RIS (радіологічні інформаційні системи), VNA (виробник-нейтральні архіви) Системи EMR (електронні медичні записи) та системи радіологічної звітності

### Сфери медицини
Багато галузей медицини мають спеціальну робочу групу в рамках DICOM, а DICOM застосовна до будь-якої галузі медицини, в якій переважає візуалізація: радіологія, кардіологія, онкологія, ядерна медицина, радіотерапія, неврологія, ортопедія, акушерство, гінекологія, офтальмологія, стоматологія, щелепно-лицева хірургія, дерматологія, патологія, клінічні випробування, ветеринарія та медична / клінічна фотографія

## Номери портів через IP
DICOM зарезервував наступні номери портів TCP і UDP адміністратором Internet Assigned Numbers Authority (IANA): 104 відомий порт для DICOM по протоколу керування передачею (TCP) або протоколом дейтаграм користувача (UDP). Оскільки 104 знаходиться в резервному підмножині, багато операційних систем вимагають спеціальних привілеїв для його використання; 2761 зареєстрований порт для DICOM з використанням інтегрований безпечний рівень комунікації (ISCL) через TCP або UDP; 2762 зареєстрований порт для DICOM, використовуючи безпека на транспортному рівні (TLS) через TCP або UDP; 11112 зареєстрований порт для DICOM з використанням стандартного, відкритого зв'язку через TCP або UDP. Стандарт рекомендує, але не вимагає використання цих номерів портів.

## Недоліки
Згідно з документом, представленим на міжнародному симпозіумі 2008 року, стандарт DICOM має проблеми, пов'язані з введенням даних. "Основним недоліком стандарту DICOM є можливість вводити, можливо, занадто багато додаткових полів. Цей недолік в основному проявляється в невідповідності заповнення всіх даних полями. заповнені невірними даними." 
З іншого боку, формат файлу допускає виконуваний код і, можливо, існує можливість, що він містить шкідливе програмне забезпечення.

## Відповідні стандарти та SDOs
DVTk - це проект з відкритим кодом для тестування, перевірки та діагностування протоколів та сценаріїв зв'язку в медичних умовах. Він підтримує профілі інтеграції DICOM, HL7 та IHE.
Health Level 7 - це некомерційна організація, яка займається розробкою міжнародних стандартів взаємодії інформатики в галузі охорони здоров'я. HL7 та DICOM керують спільною робочою групою для узгодження областей, де два стандарти перекриваються, та розглядають інтеграцію зображень у електронні медичні записи.
Інтеграція підприємства охорони здоров'я (IHE) є неприбутковою організацією, що спонсорується галуззю, яка профілізує використання стандартів для вирішення конкретних випадків використання медичної допомоги. DICOM включений у різноманітні профілі IHE, пов'язані з зображеннями.
Систематизована номенклатура медицини (SNOMED) є систематичною, оброблюваною комп'ютером колекцією медичних термінів, в людській і ветеринарній медицині, для забезпечення кодів, термінів, синонімів і визначень, які охоплюють анатомію, хвороби, висновки, процедури, мікроорганізми, речовини тощо. Дані DICOM використовують SNOMED для кодування відповідних концепцій.
XnView підтримує .dic/ .dicomдля типу MIME application/dicom 

## Зовнішні посилання
- DICOM стандарт [Архівовано 17 січня 2019 у Wayback Machine.], NEMA.
- Короткий вступ до DICOM[недоступне посилання з серпня 2019]
- Інструмент для перегляду частини 3 стандарту [Архівовано 27 липня 2019 у Wayback Machine.]
- Medical Image FAQ Частина 2 [Архівовано 24 квітня 2019 у Wayback Machine.] - Стандартні формати, включаючи DICOM.
- Medical Image FAQ Частина 8 [Архівовано 24 квітня 2019 у Wayback Machine.] - Містить довгий список програм DICOM.
- DICOM Програмування Підручники [Архівовано 19 січня 2019 у Wayback Machine.], Короткі підручники з багатьох концепцій DICOM для програмістів.